# Ghadir al-Khumm

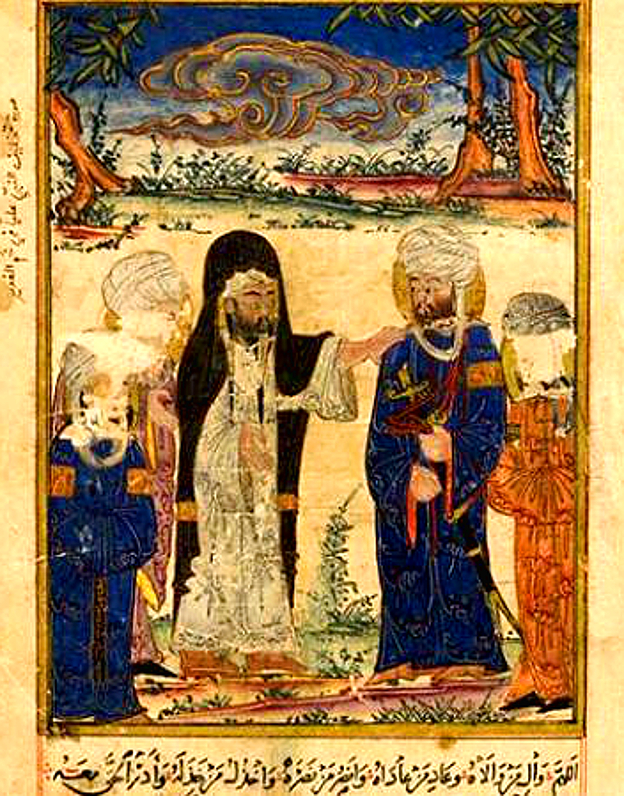
Investidura d'Alí a Ghadir al-Khumm, il·lustració de la Crònica de les antigues nacions d'Al-Biruní (vers el 1300)

Ghadir al-Khumm (àrab: غدیر الخم, ḡadīr al-Ḫumm, ‘bassa d'al-Khumm’) era una llacuna o maresma situada en una zona anomenada al-Khumm entre la Meca i Medina, a uns 5 km d'al-Juhfa (actualment Rabigh). L'aigua procedia d'una font i desaiguava a un uadi que arribava fins a la mar, a uns 10 km.
És famosa perquè en aquest lloc Mahoma hauria dit certes paraules interpretades com a afavoridores envers Alí ibn Abi-Tàlib en tant que líder dels musulmans, conegudes com el hadit de la bassa d'al-Khumm. Els sunnites accepten aquestes paraules, però diuen que no implicaven res més que un consell d'afecte pel seu cosí i gendre. Els xiïtes, en canvi, consideren que amb els seus mots, el Profeta va declarar inequívocament Alí com al seu successor i celebren l'esdeveniment cada 18 de dhu-l-hijja, amb una festa anomenada Id al-ghadir.